# Melania Kierczyńska
Melania Kierczyńska, ps. Jaga, Kierczyńska, Żartobliwa (ur. 12 października 1888 w Warszawie, zm. 4 lipca 1962 tamże) – polska działaczka komunistyczna, nauczycielka, krytyczka literacka, pisarka i tłumaczka.
Kierczyńska była zwolenniczką literackiej stylistyki realizmu socjalistycznego. Współtworzyła program literacki socrealizmu w Polsce.

## Życiorys

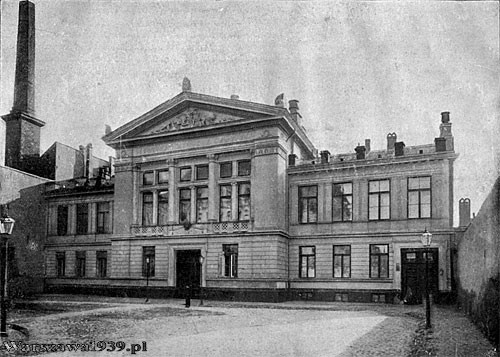
Budynek IV gimnazjum żeńskiego przy ul. Kapucyńskiej 21 w Warszawie, do którego w latach 1897–1905 uczęszczała Kierczyńska (fot. przed 1915)

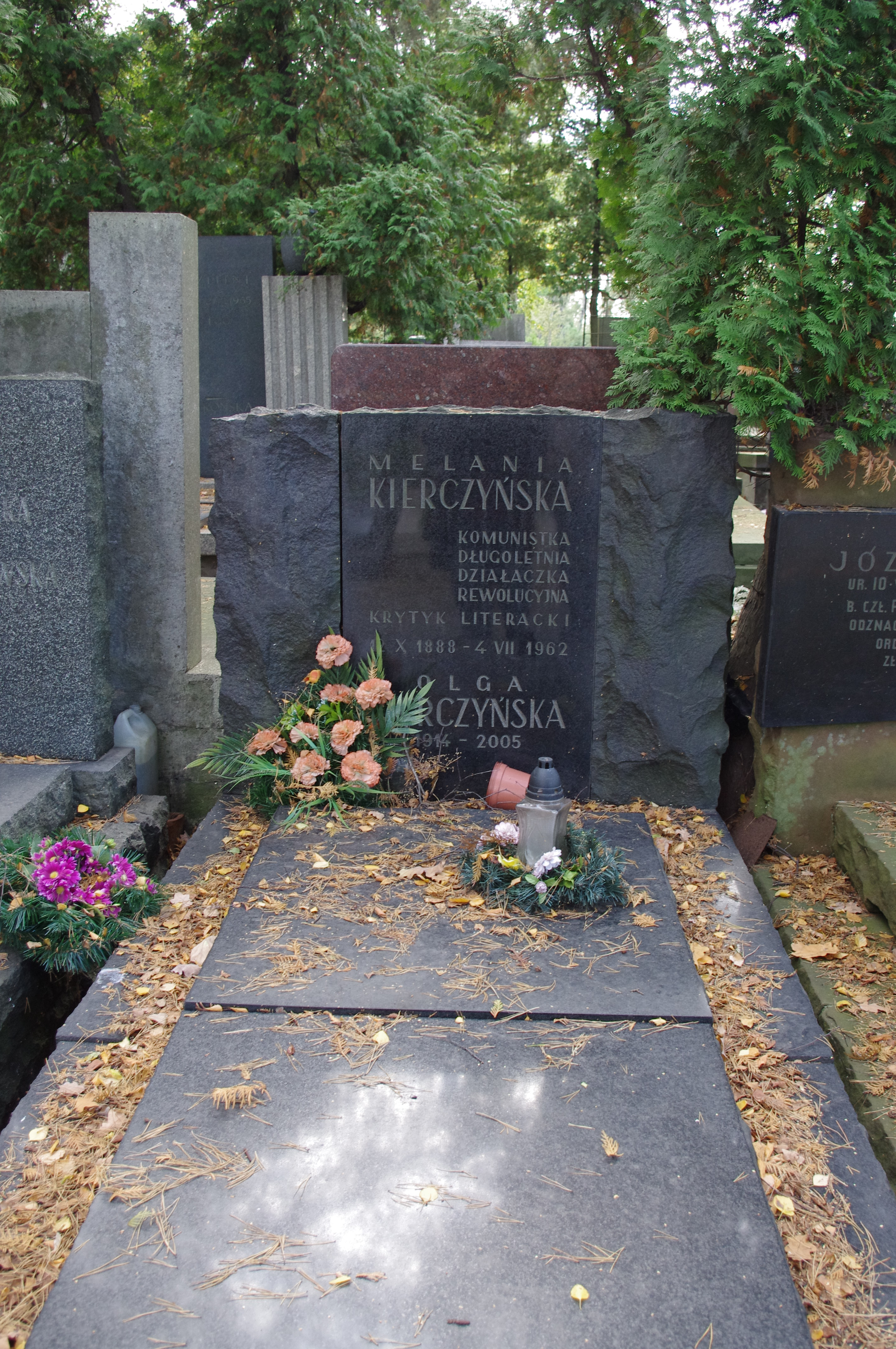
Grób Melanii Kierczyńskiej na cmentarzu Wojskowym na Powązkach w Warszawie

Urodziła się 12 października 1888 w Warszawie w rodzinie pochodzenia żydowskiego jako Melania Cukier. Była córką sklepikarza Szymona Cukier i Róży z Englów. Od 1897 uczennica IV gimnazjum żeńskiego. Naukę porzuciła podczas strajku 28 stycznia 1905. Uczestniczyła następnie w kursach pedagogicznych dla kobiet Jana Miłkowskiego i kursach handlowych, po czym wstąpiła na wydział matematyczno-przyrodniczy Towarzystwa Kursów Naukowych.
W 1906 wstąpiła do Socjaldemokracji Królestwa Polskiego i Litwy, gdzie zaprzyjaźniła się z Zofią Muszkat (późniejszą Dzierżyńską). Od 1908 przebywała w Szwajcarii. W Bernie i Zurychu studiowała chemię i filozofię. Współpracowała z zuryską sekcją SDKPiL. Z powodu trudnej sytuacji materialnej w 1909 wróciła do Warszawy. Została aresztowana 24 kwietnia w budynku Poczty Głównej podczas próby nadania do Krakowa przesyłek z materiałami propagandowymi. Więziona w Warszawie, w tzw. Serbii. Zwolniona 23 lipca za kaucją w wysokości 1000 rubli. Ponownie zatrzymana 26 września w związku z aresztowaniami członków Zarządu Głównego SDKPiL. 26 listopada skazana w pierwszej sprawie na rok twierdzy (wyrok zmniejszony następnie o półtora miesiąca). Karę odbywała w Serbii oraz, od lutego 1910, w Łomży.
W latach 1910–1914 mieszkała w Krakowie, gdzie udzielała korepetycji. Po wybuchu I wojny światowej powróciła do Warszawy, gdzie udzielała prywatnych lekcji oraz wykonywała prace biurowe. Od jesieni 1918 była nauczycielką języka polskiego w chełmskim gimnazjum, następnie w Tomaszowie Mazowieckim.
W 1927 rozpoczęła studia polonistyczne na Uniwersytecie Warszawskim w ramach kursów dla nauczycieli szkół średnich. Naukę ukończyła w 1930 na podstawie pracy magisterskiej pt. Powstanie styczniowe w twórczości Stefana Żeromskiego. W tym czasie jej prace były publikowane w czasopismach komunistycznych „Przekrój”, Lewar i Miesięcznik Literacki.
Po kapitulacji Warszawy w 1939 przeniosła się na tereny okupowane przez Związek Radziecki. W Białymstoku podjęła pracę w szkole średniej jako polonistka. Jesienią następnego roku przeniosła się do Lwowa, gdzie współpracowała nad podręcznikami szkolnymi w języku polskim oraz publikowała w „Czerwonym Sztandarze”. Należała do Związku Pisarzy Zachodniej Ukrainy. Po ataku Niemiec na ZSRR w 1941 przedostała się przez Kijów do Inzy, gdzie zatrzymała się u córki, która otrzymała nakaz pracy w tym mieście. Następnie pracowała Kujbyszewie w polskiej redakcji radzieckiego radia. W październiku 1943 wyjechała do Moskwy. Pracowała tam w Komitecie do spraw Dzieci Polskich w ZSRR, Wydawnictwie Literatury w Językach Obcych oraz Radiostacji im. Tadeusza Kościuszki. Należała do Związku Patriotów Polskich. W 1944 wstąpiła do Polskiej Partii Robotniczej.
Do Polski wróciła w październiku 1945 bądź w 1946. Od 1947 do 1957 kierowała działem kulturalnym w „Trybunie Wolności”. W 1950 Związek Literatów Polskich uhonorował ją nagrodą za krytykę literacką. Od 1950 do 1954 zasiadała w Zarządzie Głównym ZLP. Działała w tamtejszej podstawowej organizacji partyjnej. Od 1951 do 1954 uczestniczyła w pracach Sekcji Literatury Komitetu Nagród Państwowych. 23 września 1955 podczas narady działaczy PZPR w warszawskim Pałacu Staszica przyłączyła się do krytyki Poematu dla dorosłych Adama Ważyka.
Po odwilży w październiku 1956 ograniczyła działalność pisarską. W 1957 przeszła na emeryturę. Zmarła 4 lipca 1962 w Warszawie, pochowana na cmentarzu Wojskowym na Powązkach (kwatera C 2-7-14).

## Twórczość
Jako Melania Cukier ogłosiła w 1924 tom wierszy pt. Amulety, który poświęciła swojej córce Oldze.
Z marksistowskiej perspektywy oceniała m.in. Mury Jerycha Tadeusza Brezy, Popiół i diament Jerzego Andrzejewskiego i Medaliony Zofii Nałkowskiej. Popularyzowała literaturę radziecką na łamach tygodnika „Odrodzenie”. W tygodniku „Kuźnica” opublikowała m.in. tekst krytykujący Dwa teatry Jerzego Szaniawskiego. Krytyka Kierczyńskiej doprowadziła do zaprzestania wystawiania dramatu. Swoje poglądy przewartościowała pod koniec życia. W 1962 jej prace ukazały się we Współczesności.
Jej pozostałe liryki ukazały się pośmiertnie w 1969 w zbiorze pt. Egotyki z lat wojny z posłowiem Anny Kamieńskiej. Na skutek starań córki Kierczyńskiej w 1965 ukazał się pt. O sprawach nieobojętnych pośmiertnych zbiór szkiców literackich i publicystycznych z lat 1946–1962 z posłowiem Ryszarda Matuszewskiego.

### Wybór publikacji
(opracowano na podstawie materiałów źródłowych)
- Amulety (1924) – zbiór wierszy
- Sztuka a życie społeczne – artykuł w zbiorze Gieorgija Plechanowa O literaturze i sztuce (1950)
- Spór o realizm (1951) – zbiór szkiców krytycznoliterackich
- Rozdziobią nas kruki, wrony – napisana w 1930 rozprawa w zbiorze Stefan Żeromski (1951)
- Z działalności KPP na froncie kulturalnym – artykuł w zbiorze KPP: wspomnienia z pola walki (1951)
- O sprawach nieobojętnych (1965) – zbiór esejów, wydanie pośmiertne
- Egotyki z lat wojny (1969) – zbiór wierszy, wydane pośmiertnie
- Na tropie formy  – nieukończona rozprawa na temat morfologii powieści

### Przekłady
- Friedrich Engels: Anty-Dühring (1936) – wspólnie z Janiną Kociełł
- Konstantin Simonow: Opowiadania (Moskwa, 1944)
- Jurij Krymow: Statek „Derbent” (1948)
- Walentin Katajew: Samotny biały żagiel (1948)
- Wieniamin Kawierin: Dwaj kapitanowie (1949)
- Walentin Katajew: Chutor w stepie (1957)

## Ordery i odznaczenia
- Order Sztandaru Pracy I klasy[28][19] (15 lipca 1954)[29]
- Order Sztandaru Pracy II klasy[28][19] (22 lipca 1949)[30]
- Medal 10-lecia Polski Ludowej (12 stycznia 1955)[31]

## Nagrody
- Nagroda Państwowa II stopnia za działalność krytyczną w minionym 10-leciu (1955)[10]